# محمد سعيد (لاعب كريكت)
محمد سعيد (12 أكتوبر 1983 بلاهور في باكستان - ) هو لاعب كريكت باكستاني.

## وصلات خارجية
- محمد سعيد على موقع إي آس بي آن كريك إنفو (الإنجليزية)